# 푸르마노프 (이바노보주)
푸르마노프(러시아어: Фурманов)는 이바노보주에 위치한 도시이다. 1918년에서 1941년까지는 세레다(러시아어: Середа), 1941년부터는 드미트리 푸르마노프를 기념하기 위해서 푸르마노프로 개칭되었다. 인구는 40,874명(2002년)이다.

## 자매 도시
- 러시아 도모데도보